# Dragoste și pălăvrăgeli

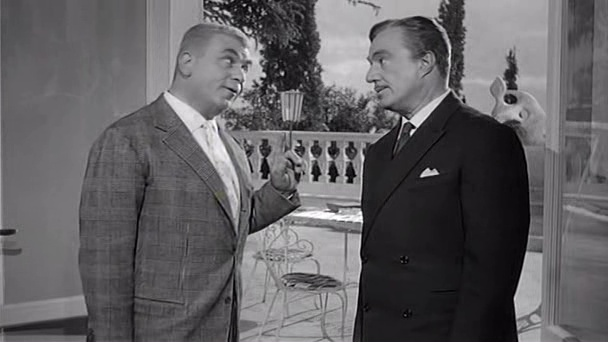
Scenă din film cu Gino Cervi și Vittorio De Sica

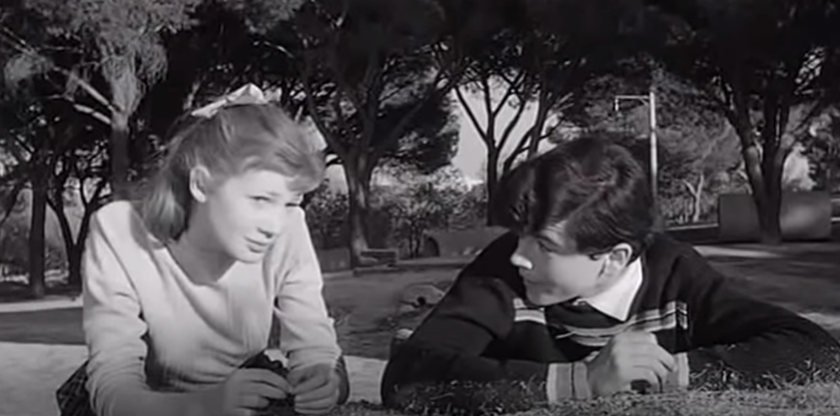
Scenă din film cu Carla Gravina și Geronimo Meynier

Dragoste și pălăvrăgeli (titlul original: în italiană Amore e chiacchiere) este un film de comedie coproducție italo-franco-hispanică, realizat în 1958 de regizorul Alessandro Blasetti, protagoniști fiind actorii Vittorio De Sica, Gino Cervi, Carla Gravina și Geronimo Meynier. 

## Rezumat
Avocatul Bonelli nu este doar un orator talentat, dar în poziția sa de consilier municipal în orașul său natal Matorno, este și un luptător ferm pentru bunăstarea oamenilor. Dar atunci bunul om este tocmai numit în mod surprinzător primar și de la o zi la alta idealismul și integritatea lui sunt puse la încercare. De fapt, Bonelli a pledat întotdeauna pentru abordarea în cele din urmă a construcției unui nou cămin pentru bătrâni care fusese distrus în război.
Dar acum lucrurile par ceva mai complicate, deoarece clădirea planificată ar bloca vederea din vila sofisticată a influentului producător de mezeluri Paseroni. Pentru a-l pune pe Bonelli de partea sa, Paseroni îl invită să țină un mare discurs la o petrecere la el acasă, care va fi transmisă chiar la radio și televiziune. O ofertă pentru care vanitosul Bonelli uită promisiunea făcută cetățenilor.
Între timp, la nivel privat, lucrurile se încurcă în casa Bonelli: fiul Paolo s-a îndrăgostit de Maria, tocmai de fiica unui măturător. Cu toate acestea, primarul își vede deja fiul cu fiica lui Paseroni Doddy, în fața altarului și îi interzice lui Paolo să aibă de-a face cu Maria. În disperare, tinerii decid să fugă.
Vor să-și pună capăt vieții la Roma. Tocmai când Bonelli este pe cale să înceapă discursul său atent repetat în casa lui Paseroni, vestea dispariției cuplului ajunge la el. Așa că folosește spontan transmisiunea la nivel național, pentru a chema populația să stea cu ochii pe cei doi tineri dispăruți...

## Distribuție
- Vittorio De Sica – avocatul Bonelli, primar
- Gino Cervi – Aristide Paseroni
- Carla Gravina – Maria Furlani
- Geronimo Meynier – Paolo Bonelli
- Elisa Cegani – dna. Clara Bonelli
- Alessandra Panaro – Doddy Paseroni
- Isa Pola – dna. Sonia Paseroni
- Nicolás Perchicot – bătrânul Ernesto Borghi
- Pilar Gómez Ferrer – dna. Furlani
- Félix Fernández – Salviati
- Miguel Gómez – doctorul
- Mario Meniconi – Furlani, măturătorul
- Renato Malavasi – Ripandelli
- Mario Passante – primul consilier comunal
- Paolo Ferrara – al doilea consilier comunal
- Oscar Andriani – al treilea consilier comunal
- Antonio Acqua – al patrulea consilier comunal
- Lina Furia – Crimilde
- Amalia Pellegrini – bătrâna care cere pensie
- Arturo Bragaglia – primul bătrân la ospiciu
- Armando Annuale – al doilea bătrân la ospiciu
- Luigi Moneta – al treilea bătrân la ospiciu
- Riccardo Garrone – comentatorul TV
- Furio Meniconi – un carabinier
- Mimmo Poli – majordomul lui Paseroni
- Giulio Paradisi – un fan militar
- Felice Minotti – bătrânul cu barbă din casa de odihnă
- Ciccio Barbi – (nemenționat)
- Andrea Pegan – (nemenționat)
- Eugenio Incisivo –
- Franco Cobianchi – ministrul Tonino Moriconi
- Umberto Lenzi – un soldat din tren
- Mauro Sacripanti – un soldat din tren

## Premii
- Pentru acest film Carla Gravina a fost recompensată cu Premiul pentru cea mai bună actriță la Festivalul Internațional de Film de la Locarno.[1]